# Droga wojewódzka 207
Die Droga wojewódzka 207 (DW 207) ist eine drei Kilometer lange Droga wojewódzka (Woiwodschaftsstraße) in der polnischen Woiwodschaft Kujawien-Pommern, die Wielki Lubień mit der Brücke über die Weichsel in Grudziądz verbindet. Sie liegt im Powiat Świecki und der kreisfreien Stadt Grudziądz.

## Straßenverlauf
Woiwodschaft Kujawien-Pommern, Powiat Świecki
-  Wielki Lubień (Schulitz) (DW 402)

Woiwodschaft Kujawien-Pommern, Kreisfreie Stadt Grudziądz
-  Grudziądz (Graudenz) (DK 16)